# François Detrès
Francois Detrès, né le 11 septembre 1769 à Arras (Pas-de-Calais), mort le 14 janvier 1815 à Naples (Italie), est un général français de la Révolution et de l’Empire.

## États de service
Il entre en service le 3 janvier 1786 comme cavalier dans le régiment de Quercy. Le 11 mai 1788, il passe dans le 2e régiment de chasseurs à cheval, et il fait les campagnes de 1792 à l’an VI aux armées du Rhin et d’Italie. Le 3 mars 1793, il est nommé fourrier, et maréchal des logis le 24 mai 1793. 
Le 25 vendémiaire an II (16 octobre 1793), il est fait capitaine dans les partisans, et il est incorporé le 11 prairial suivant (30 mai 1794), dans le 7e régiment bis de hussards, devenu 28e régiment de Dragons. Chef d’escadron le 17 brumaire an V (7 novembre 1796), il est blessé d’un coup de feu au genou droit le 27 du même mois à la bataille d’Arcole. 
Il s’embarque au mois de floréal an VI (mai 1798), avec l’armée expéditionnaire d’Orient. Il fait la guerre en Égypte et en Syrie jusqu’en l’an IX. Le 24 thermidor an VI (11 août 1798), au combat de Salahieh, il reçoit dix-neuf coups de sabre et deux coups de feu à travers le corps. Sa conduite durant cette journée lui vaut le grade de chef de brigade, qui lui est conféré le 26 du même mois par le général en chef Bonaparte, et qui plus tard lui décerne un sabre d’honneur. 
Après la capitulation d’Alexandrie, il rentre en France, et il tient successivement garnison dans les 18e, 12e, et 22e division militaire. Le 19 frimaire an XII (11 décembre 1803), il est fait membre de la Légion d’honneur et il est créé commandeur de cet ordre le 25 prairial suivant (14 juin 1804).
De l’an XIV à 1807, il fait partie de la réserve de cavalerie de l’armée de Naples, formant l’aile droite de la Grande Armée, sous les ordres du général Gouvion-Saint-Cyr.
Il est promu général de brigade le 4 avril 1807. Il prend part le 5 octobre 1808 à l’expédition de l’île de Capri  commandée par le général Lamarque. Le 1er novembre 1808, le roi Joachim Murat récompense sa belle conduite pendant cette expédition en lui conférant la décoration de l’ordre des Deux-Siciles. Il est autorisé le 16 février 1809 à passer au service de Naples, et il y est nommé général de division le 1er janvier 1810, aide de camp du roi Joachim lors de la campagne de Russie. À la défection de ce prince, il se démet de ses fonctions.
Il meurt à Naples le 14 janvier 1815.

## Sources
- (en) « Generals Who Served in the French Army during the Period 1789 - 1814: Eberle to Exelmans »
- Thierry Pouliquen, « Les généraux français et étrangers ayant servis [sic] dans la Grande Armée » (consulté le 29 août 2013)
- A. Lievyns, Jean Maurice Verdot, Pierre Bégat, Fastes de la Légion-d'honneur, biographie de tous les décorés accompagnée de l'histoire législative et réglementaire de l'ordre, Tome 3, Bureau de l’administration, 1844, 529 p. (lire en ligne), p. 117.